# Ksar El Kebir

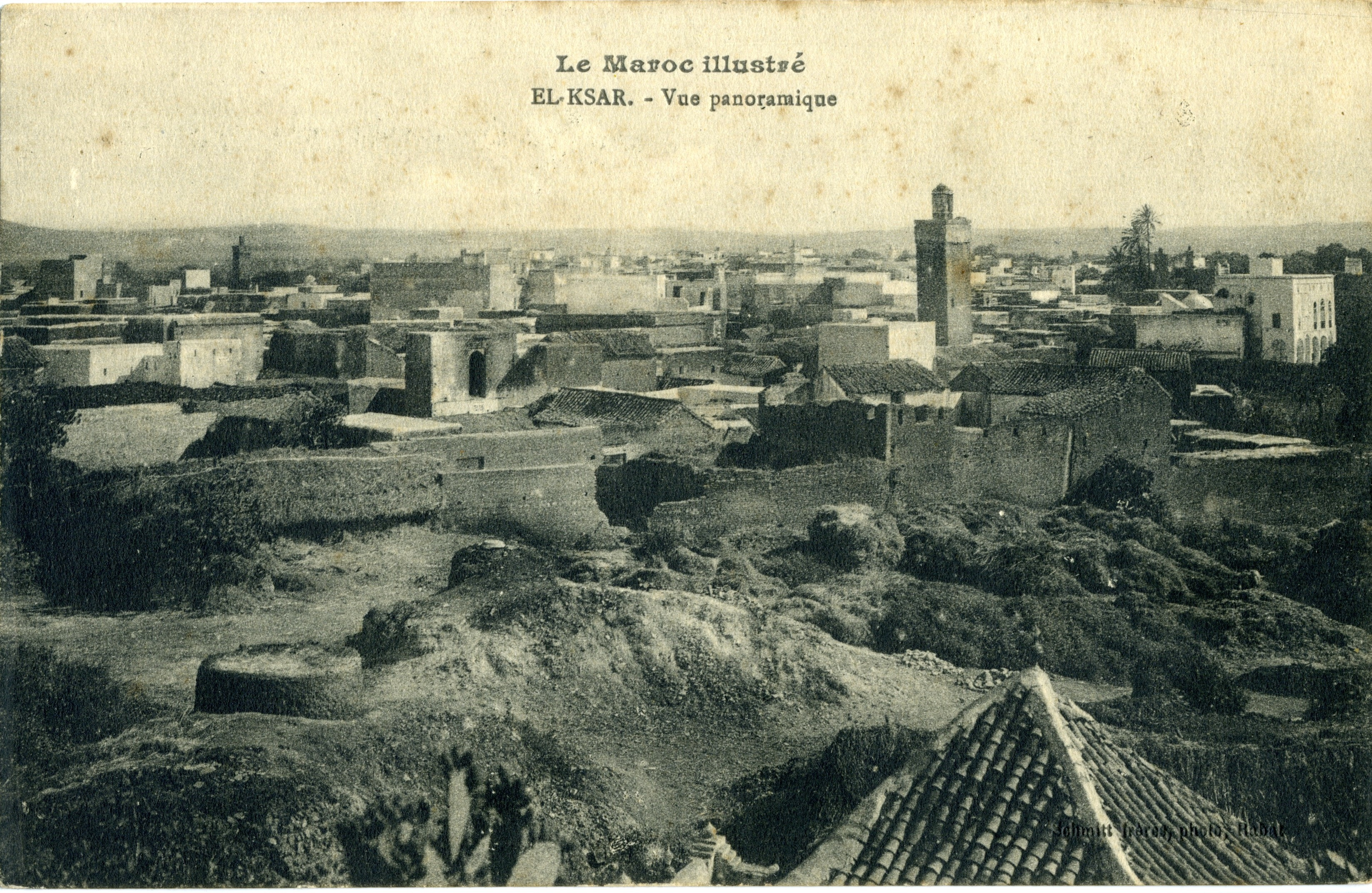
La città nel 1900.

Ksar El Kebir (in arabo القصر الكبير‎?, al-Qaṣr al-kabīr, lett. "Grande Castello"; in berbero ⵍⵇⵚⵔ ⵍⴽⴱⵉⵔ; in spagnolo Alcazarquivir; in portoghese Alcácer-Quibir) originariamente era conosciuto come Kasr el Rif, è una città del Marocco, nella provincia di Larache, nella regione di Tangeri-Tetouan-Al Hoceima.
La città, il cui nome significa "grande palazzo" o "grande fortezza", è storicamente nota per la battaglia qui combattuta il 4 agosto 1578 fra gli eserciti di Sebastiano I del Portogallo e Abu Marwan Abd al-Malik I sultano del Marocco. Entrambi i sovrani morirono in battaglia ma le forze portoghesi furono sconfitte ponendo fine al tentativo di invadere e cristianizzare il Marocco.
La città è anche conosciuta come Ksar el Kébir o Al-Kasr al-Kbir.
Il suo nome Ksar El Kebir ("grande castello") è in contrasto con Ksar Es Seghir ("piccolo castello") città che si trova più a nord di Ksar El Kebir.
Situata nella provincia di Tetuan, in una zona ricca di foreste di sughero, la città è un nodo ferroviario collegato con Larache (al-ʿArāʾish) e Assilah (Aṣīla) e con la grande linea ferroviaria che unisce Marrakesh alla Tunisia.
La città è stata storicamente sede di una cospicua comunità ebraica, che contava 1.600 unità nel 1951, composta per la maggior parte da sefarditi di lingua haketia. La comunità, incoraggiata da agenti sionisti legati all'Agenzia ebraica e poi dal Mossad, è emigrata in massa verso Israele e Francia tra gli anni 1950 e 1960.